# Sunčanica (riba)
Sunčanica (lat. Lepomis gibbosus) je slatkovodna riba iz porodice (Centrarchidae)  reda Perciformes. Autohtona je na sjeveroistoku Sjeverne Amerike, od New Brunswicka do Južne Karoline, ali je uvedena u ekosustav i drugdje na kontinentu, kao i u Europi. 
Smatra se invazivnom vrstom.